# تطبق

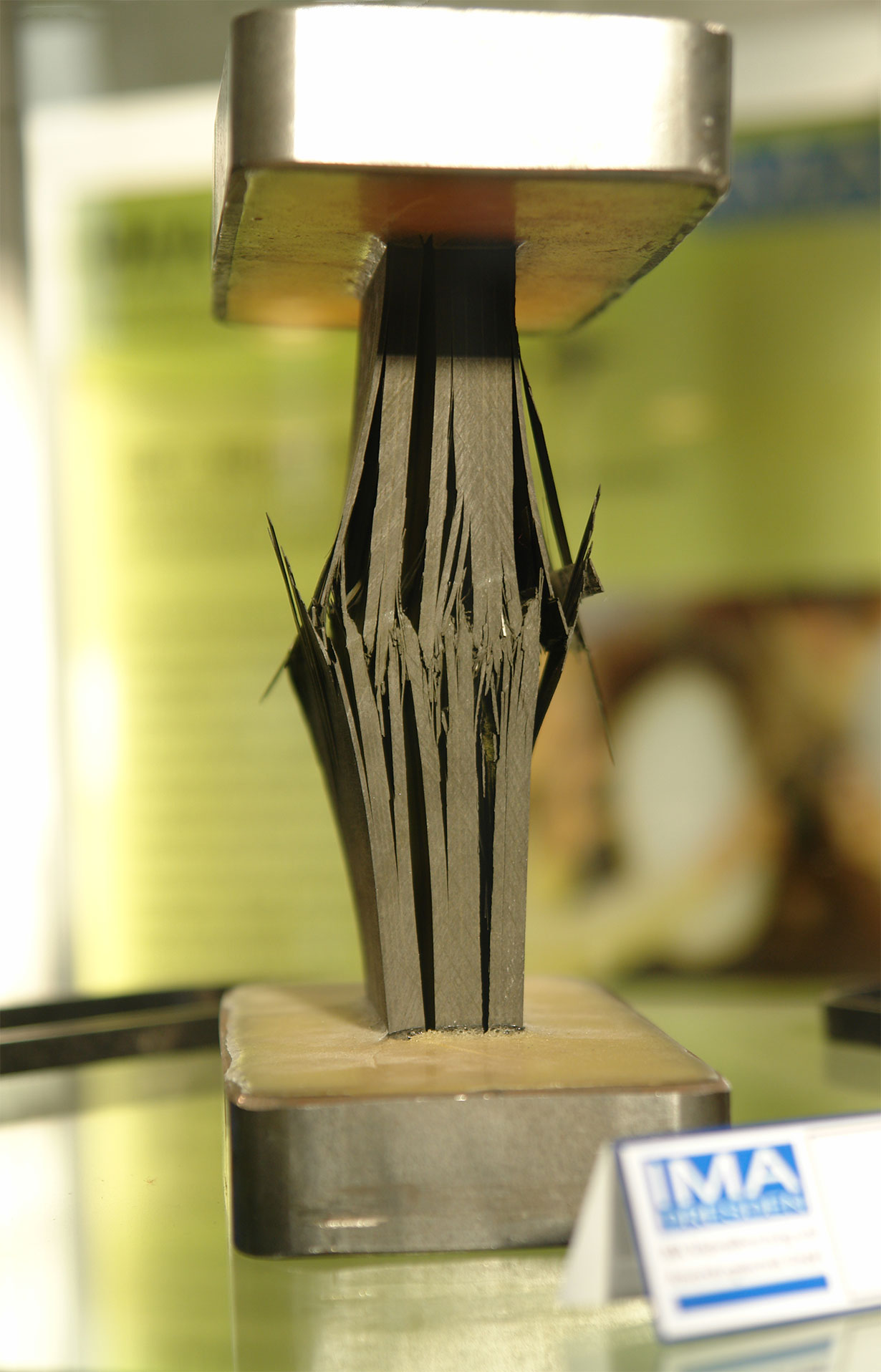
تطبق بوليمر مدعم بألياف الكربون بسبب ضغط الحمل.

التَطَبُّق أو التَّرَقُّق (بالإنجليزية: Delamination)‏، هي طريقة فشل تماسك المواد المؤلفة والصلبة. في المواد المُصفحة، يمكن أن تتسبب الإجهادات الدورية المتكررة والآثار، وما إلى ذلك في فصل الطبقات، وتشكيل بنية شبيهة بالميكا من طبقات منفصلة، مع فقد كبير للصلابة الميكانيكية. يحدث التطبق أيضًا في الهياكل الخرسانية المسلحة التي تخضع للتآكل، وفي هذه الحالة يكون المعدن المؤكسد أكبر في الحجم من المعدن الأصلي. لذلك، يتطلب المعدن المؤكسد مساحة أكبر من قضبان التسليح الأصلية، مما يسبب ضغطًا شبيهًا بالأسفين على الخرسانة. تتغلب هذه القوة في نهاية المطاف على قوة الشد الضعيفة نسبيا للخرسانة، مما يؤدي إلى فصل (أو تفتيت) الخرسانة فوق وتحت قضبان التسليح.